# Nanao Sakaki
Sakaki Nanao (七緒 榊, Nanao Sakaki, 1er janvier 1923 — 22 décembre 2008) est un poète japonais, militant contre-culturel en faveur d'une société libre et non matérialiste. Il fut aussi musicien, chanteur et grand marcheur. En 1963, il rencontre au Japon deux grands poètes de la Beat Generation, Gary Snyders et Allen Ginsberg et se lie d'amitié avec eux. Il développera ses liens avec le mouvement de la Beat Generation à travers des voyages réguliers aux États-Unis, et deviendra ainsi un des principaux représentants de la Transnational Beat Generation.

## Biographie
Nanao Sakaki est né en 1923 à Kagoshima sur l'île de Kyushu. Il abandonne l'école à l'âge de douze ans, et travaille plus tard dans un bureau. Engagé dans la surveillance radar durant la Seconde Guerre mondiale, il voit, le 9 mai 1945, apparaître sur son écran l'écho du B-29 qui larguera peu après une bombe atomique sur Nagasaki.
Marqué par ses souvenirs de guerre ainsi que le chômage et la pénurie alimentaire de l'après-guerre, il se lance en autodidacte dans la lecture de Schopenhauer, Nietzsche, Marx, Engels, et rejoint les rangs de la gauche. Il travaille quelque temps dans une aciérie, puis dans une petite maison d'édition, et mène à partir de 1947 une vie d'errance dans le quartier de Shinjuku à Tōkyō, où il fréquente une série d'artistes, de poètes et de marginaux, parmi lesquels Tetsuo Nagasawa, Sansei Yamao, Mamoru Kato et Kenji Akiba. Il commence à écrire de la poésie, à peindre et à dessiner.
Ensemble, après avoir reçu des terres et fondé une exploitation agricole dans la préfecture de Nagano, ils créent en 1963 un « groupe contre-culturel pour une société libre de matérialisme », connu initialement sous les noms de Harijan ou The Bum Academy, et qui deviendra en 1965 Buzoku (La Tribu) un groupe communautaire opposé à l'industrialisation. Ce collectif va inventer des modes de vie alternatifs dans des endroits reculés du Japon: ainsi en 1967, avec Gary Snyder et Allen Ginsberg (rencontrés à Kyôto en 1964 et dont il deviendra un ami proche), ainsi qu'avec l'architecte et poète suisse Franco Beltrametti (it) et des vétérans japonais de la Deuxième Guerre mondiale, il fonde le Banyan Ashram sur l'île de Suwanosejima dans l'archipel des Ryûkyû au sud du Japon,.
Commence ensuite une série de voyages aux États-Unis (Nouveau Mexique, Arizona, Montagnes Rocheuses, Grand Canyon, Alaska...) et se rend parmi les populations Hopi, Navajo et Pueblo. Par la suite, il voyage en Colombie britannique, à Terre Neuve puis au Mexique,  mais aussi en Europe, dans plusieurs grandes capitales, et en Asie (Mongolie, Sibérie orientale, Taïwan, Corée, Indonésie) ou encore en Australie. Au cours de ces voyages, il parcourt des centaines de kilomètres à pied, dormant dans des grottes, et renouant avec la tradition japonaise de poètes vagabonds comme Matsuo Bashô ou Kobayashi Issa — mais en y mêlant la fièvre de la route qui a façonné la contre-culture dans les années 1950 et 1960.
Nanao Sakaki a eu un fils en 1980, Issa Abraham (le premier prénom faisant référence au poète Kobayashi Issa), avec la poétesse américaine Carol S. Merrill.

## Citations sur et de N. Sakaki
- From childhood I had some dream of mountain-walking. My father was a good walker. He had some dream to be a wandering poet like Basho or Ryokan or something like that but he never realized it. - Nanao, transcribed by Jirka Wein
- He looks and smells of the desert, skin rubbed with sage, hair washed in spring water and brushed into a pony tail, rucksack perfumed by the sweet incense of pinon coals. - John Brandi
- On the crowded sidewalk outside Shinjuku's Fugetsudo coffeehouse I met Nanao Sakaki, the Japanese wandering poet, and soon his informal Bum Academy. Nanao had and still has a remarkable social mobility. Homeless people under bridges would offer tea and next we were sitting in some hidden luxury mansion. - Franco Beltrametti
- Later he visited me when I had my own house in Bolinas. Looking at a bright pink passion flower, with purple, lime green and gold center, he said, That's not a real flower, is it? - Joanne Kyger
- Nanao is himself childlike in his appreciation for simple, pure things: Strange bugs. Tops made from cardboard. The color of the moon. - Maggie Tai Sakaki Tucker
- —he's an independent desert rat who has spent the last weeks in New Mexico & Arizona—in deserts where he is quite familiar and he'll be headed in a few days up north through Canada and Alaska and then who knows where?—a wondering classical Zen-like ah-hm i d i o t ! - Allen Ginsberg

## Œuvre
Nanao Sakaki a été, de l'avis général, le premier écrivain Beat du Japon, et il a traduit en japonais l'œuvre du poète américain Gary Snyder.

### Poésie
- (en) Real Play: Poetry and Drama, Tooth of Time Books, 1982 (ISBN 978-0-940-51001-2)
- (en) Break the Mirror: The Poems of Nanao Sakaki (préf. Gary Snyder), North Point Press, 1987, 112 p. (ISBN 978-0-865-47298-3)
- (en) Let's Eat the Stars, Blackberry Books, 1997 (ISBN 978-0-942-39676-8)
- (en) Issa (trad. Nanao Sakaki), Inch by Inch: 45 Haikus by Issa, La Alameda Press, 1999, 73 p. (ISBN 978-1-888-80913-8)
- (en) Nanao or Never. Nanao Sakaki Walks Earth A (Gary Lawless (Ed.), Blackberry Books, 2000, 244 p. (ISBN 978-0-942-39685-0)Illustrated Edition
- (en) How to Live on the Planet Earth: Collected Poems, Blackberry, 2013, 296 p. (ISBN 978-0-982-43894-7)

### Traductions en français
- Casse le miroir (trad. Patrice Repusseau), Mai hors saison, 1990, 50 p.
- (en + fr) Comment vivre sur la planète terre (textes choisis et traduits de l'anglais par Danièle Faugeras), Toulouse, Érès, coll. « PO&PSY », 2023, 79 p. (ISBN 978-2-74927716-5)Quarante poèmes composés entre 1966 et 2003, présentés dans leur version originale et dans leur traduction, tirés des cinq recueils qui constituent l'œuvre complète de N. Sakaki, et qui sont regroupés sous le titre How to Live on the Planet Earth[5].
- Comment vivre sur la planète terre (textes traduits de l'anglais par Danièle Faugeras), Toulouse, Érès, coll. « PO&PSY in extenso », 2024, 388 p. (ISBN 978-2-7492-8078-3)Œuvre complète, traduction des cinq recueils de N. Sakaki, regroupés sous le titre How to Live on the Planet Earth.
- Aller léger (textes traduits de l'anglais par Jérôme Dumont), Genève, Héros Limite, 2024, 272 p. (ISBN 9-782889-551057)Traduction des trois recueils : Real play, Break the mirror, Let's Eat Stars. Préface de Gary Snyder.